# Hazel Douglas
Hazel Douglas (Londen, 2 november 1923 – aldaar, 8 september 2016) was een Brits actrice, vooral bekend om haar rol als Mathilda Belladonna in Harry Potter and the Deathly Hallows – Part 1.

## Biografie
Douglas was actief vanaf 1947 tot 2016. Ze studeerde aan de Royal Academy of Dramatic Art en had een lange carrière in film, televisie en radio. Ze overleed op 92-jarige leeftijd in Londen.

## Filmografie (selectie)
- The Night We Got the Bird (1961) – Bespectacled Lady
- Closing Numbers (1993) – Mary
- The Young Poisoner's Handbook (1995) – Edna
- Face (1997) – Linda
- The Parole Officer (2001) – oude dame in kunstgalerij
- Asylum (2005) – Lilly
- Run, Fatboy, Run (2007) – ouder vrouw
- Gavin & Stacey (2008) – Betty
- Harry Potter and the Deathly Hallows – Part 1 (2010) – Mathilda Belladonna
- Albatross (2011) – Granny